# Eupygoplus gracilis
Eupygoplus gracilis is een hooiwagen uit de familie Assamiidae.